# Scat (pratica sessuale)
Per scat si intende una pratica sessuale e una forma di pornografia, che concerne l'uso delle feci umane come mezzo di eccitazione sessuale. Altri termini adottati per definire questa pratica sono kaviar, pooping, shitting e defecatio.  
Nella pornografia i principali Paesi che hanno dato vita a film scat sono Brasile, Giappone e Germania. Le pratiche sessuali variano a seconda della situazione considerata: va in ogni caso sottolineato che lo scat, e qualsiasi forma di coprofilia e coprofagia, è un'attività ad alto rischio infettivo.
Protagonista attiva delle scene di scat nei filmati pornografici è quasi sempre la donna, che esercita il ruolo di soggetto dominante su un'altra persona, uomo o donna che, succube, riceve sul corpo o sul viso le feci evacuate dalla padrona. Nel caso delle rappresentazioni pornografiche non è sempre possibile distinguere le scene in cui effettivamente si fa uso di feci da quelle in cui la presenza delle feci è solo simulata con sostanze di aspetto similare.

## Pratiche scat

### In pubblico
In questa tecnica le persone in questione defecano in luogo pubblico. A volte ciò può avvenire anche all'interno dei vestiti, o per terra. In questa pratica sono soprattutto le donne a defecare in pubblico.

### Gioco di feci
Nel gioco di feci (in inglese play with shit) un soggetto evacua nella mano del partner. Le feci vengono quindi spalmate su colei o colui che ha evacuato ovvero sul corpo di entrambi o sulle parti genitali per provare più eccitazione.

### Panty poop
Questa pratica consiste nel defecarsi addosso rimanendo vestiti (infatti panty poop vuol dire letteralmente defecarsi nelle mutande in inglese).

### Eating
Questa pratica consiste nel defecare sul viso di un'altra persona o direttamente in bocca. È rischiosa a causa dell'enorme quantità di batteri che si trasmettono nel passaggio delle feci da intestino a bocca.

### Stimolazione
Per stimolazione s'intende una penetrazione nell'ano dell'individuo che ha appena defecato. Lo scopo di questa pratica è quello di stimolare il soggetto mediante gli ultimi residui fecali rimasti, che danno una sensazione di bruciore interno. Molte volte la persona viene stimolata da un partner mediante dita delle mani o dei piedi. Qualora ci sia penetrazione, la probabilità che dei batteri risalgano l'uretra del pene è alta, specie se la penetrazione avviene senza preservativo.